# Cyril Genik
Cyril Genik (in ucraino Кирило Ґеник?, Kyrylo Ġenyk; Bereziv Nyžnij, 1857 – Winnipeg, 12 febbraio 1925) è stato un agente di immigrazione ucraino-canadese.

## Biografia
Nacque nel 1857 a Bereziv Nyžnij, in Galizia, da Ivan Ġenyk, un sindaco di un altro comune, e da Ann Percovyč. Genik iniziò i suoi studi a Kolomyja, prima di trasferirsi a Stanislavov (oggi Ivano-Frankivs'k) per completare la sua formazione per l'insegnamento. Conseguì il diploma di maturità a Leopoli e fu assunto come insegnante nel 1879 nella contea di Nadvirna. Nel 1882 ritornò al suo paese natale dove fondò una scuola. Nel 1880 fondò un'attività molitoria e una cooperativa di produttori con il nome "Carpathian Store". Nel 1890 fu eletto al consiglio comunale nella città dei suoi primi studi, Kolomyja.
Incontrò Joseph Oleskiw, un uomo che aveva incoraggiato l'immigrazione di ucraini nel Canada. Oleskiw chiese a Genik se potesse accompagnare e guidare un gruppo di ucraini nel loro viaggio in Canada ed aiutarli a sistemarsi. Genik e la sua famiglia (una moglie e quattro figli) dettero il benvenuto ad un gruppo di 64 ucraini all'aeroporto della città di Québec il 22 giugno 1896. Portò il suo gruppo prima a Winnipeg e poi a Stuartburn, nel Manitoba, che è ormai considerato il primo insediamento della comunità ucraina nel Canada occidentale. Nel mese di agosto pensò di aprire una fattoria e stabilirsi definitivamente nella zona di Stuartburn, ma presto cambiò idea e si trasferì a Winnipeg. Nello stesso mese, Oleskiw lo raccomandò al Dipartimento canadese degli Interni come agente di immigrazione. Nel mese di settembre, Genik venne assunto come interprete al Dipartimento. Nel suo lavoro come agente di immigrazione, si recò a Québec svariate volte per accogliere nuovi immigrati ucraini; nell'ambito del suo impegno incoraggiò l'uso della lingua inglese e l'abbandono dei costumi tradizionali, e servì come consigliere ovunque fosse necessario. Il suo carico di lavoro aumentò con il forte incremento dell'immigrazione ucraina in Canada, tanto che nel 1898 diventò dipendente a tempo pieno del governo canadese. Fu il primo ucraino a ricevere tale incarico.
Nel 1899 istituì nella sua casa la sala di lettura "Taras Shevchenko", e nel 1903 fondò il primo giornale in lingua ucraina in Canada, Farmer Kanadyiskyi (agricoltore canadese). Pur non essendo religioso, riteneva che una denominazione cristiana sarebbe dovuta esistere, indipendentemente dalle norme greco-ortodosse e russo-ortodosse, per cui fondò la Chiesa Indipendente greca in collaborazione con i ministri della chiesa presbiteriana di Winnipeg nel 1903-1904. Nel 1911, a seguito delle elezioni politiche in cui prevalse il Partito liberale, Genik perse il suo ufficio ed il suo lavoro; finì così la sua vita nella sfera pubblica. Visse per un po' negli Stati Uniti, ma negli ultimi anni della sua vita tornò a Winnipeg, dove morì il 12 febbraio 1925.
All'epoca sua morte, Genik era diventato così noto nella comunità ucraina canadese da essere conosciuto come "lo zar del Canada".